# Anières
Anières je obec na jihozápadě Švýcarska, v kantonu Ženeva. Žije zde přibližně 2 400 obyvatel.

## Geografie

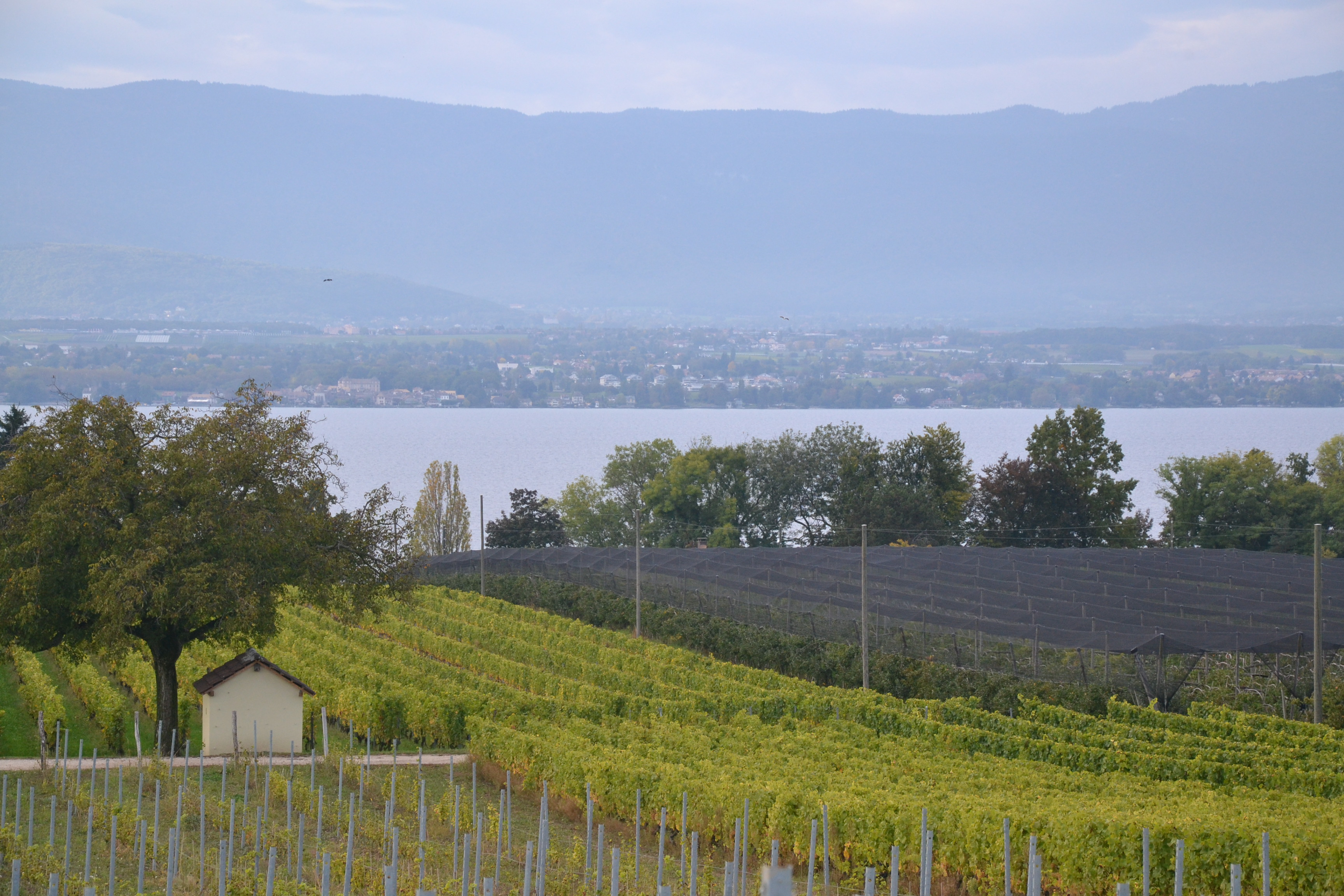
Vinice v Anières

Obec se nachází na východním břehu Ženevského jezera, severovýchodně od Ženevy, na hranici s Francií. Obcí protékají dvě řeky: Hermance a Nant-d’Aisy. Anières zahrnuje také vesnice Bassy a Chevrens.

## Historie
Rod d’Anières, který vymřel na počátku 15. století, byl vazalem de Faucigny a vlastnil léno vesnice Bassy. Od 14. století až do revolučního období, které přerušila pouze bernská okupace v letech 1536–1564/1567, patřilo Anières k savojskému panství Chablais. Ženeva si ponechala práva, která zdědila po převorství Saint-Victor, a po roce 1567 koupila léno Bassy. V roce 1793 bylo Anières připojeno k départementu Mont-Blanc a v roce 1798 k départementu Léman. Turínskou smlouvou z roku 1816 byly Anières a Corsier sloučeny do jedné obce a přiřazeny k novému švýcarskému kantonu Ženeva. Rozdíly v otázce společných výdajů vedly v roce 1858 k politickému oddělení. Ve středověku byl farní kostel Notre-Dame závislý na převorství Saint-Victor. Přestože byl region reformován Bernem, byl na konci 16. století rekatolizován. Anières bylo poté církevně sloučeno s Corsier a kostel byl v roce 1835 zbořen. Reformovaná kaple pochází z roku 1890. Od roku 1950 počet obyvatel díky blízkosti Ženevy roste a na břehu jezera vyrostla obytná čtvrť. Samotná vesnice a výše položená část obce, kde se pěstuje vinná réva a zelenina, zůstaly stavební činnosti z velké části ušetřeny.

## Obyvatelstvo
| Vývoj počtu obyvatel | Vývoj počtu obyvatel | Vývoj počtu obyvatel | Vývoj počtu obyvatel | Vývoj počtu obyvatel | Vývoj počtu obyvatel | Vývoj počtu obyvatel | Vývoj počtu obyvatel | Vývoj počtu obyvatel | Vývoj počtu obyvatel | Vývoj počtu obyvatel | Vývoj počtu obyvatel | Vývoj počtu obyvatel |
| -------------------- | -------------------- | -------------------- | -------------------- | -------------------- | -------------------- | -------------------- | -------------------- | -------------------- | -------------------- | -------------------- | -------------------- | -------------------- |
| Rok                  | 1860                 | 1900                 | 1930                 | 1950                 | 1990                 | 2000                 | 2010                 | 2012                 | 2014                 | 2015                 | 2016                 | 2017                 |
| Počet obyvatel       | 315                  | 508                  | 374                  | 491                  | 1446                 | 2031                 | 2327                 | 2265                 | 2398                 | 2426                 | 2495                 | 2557                 |

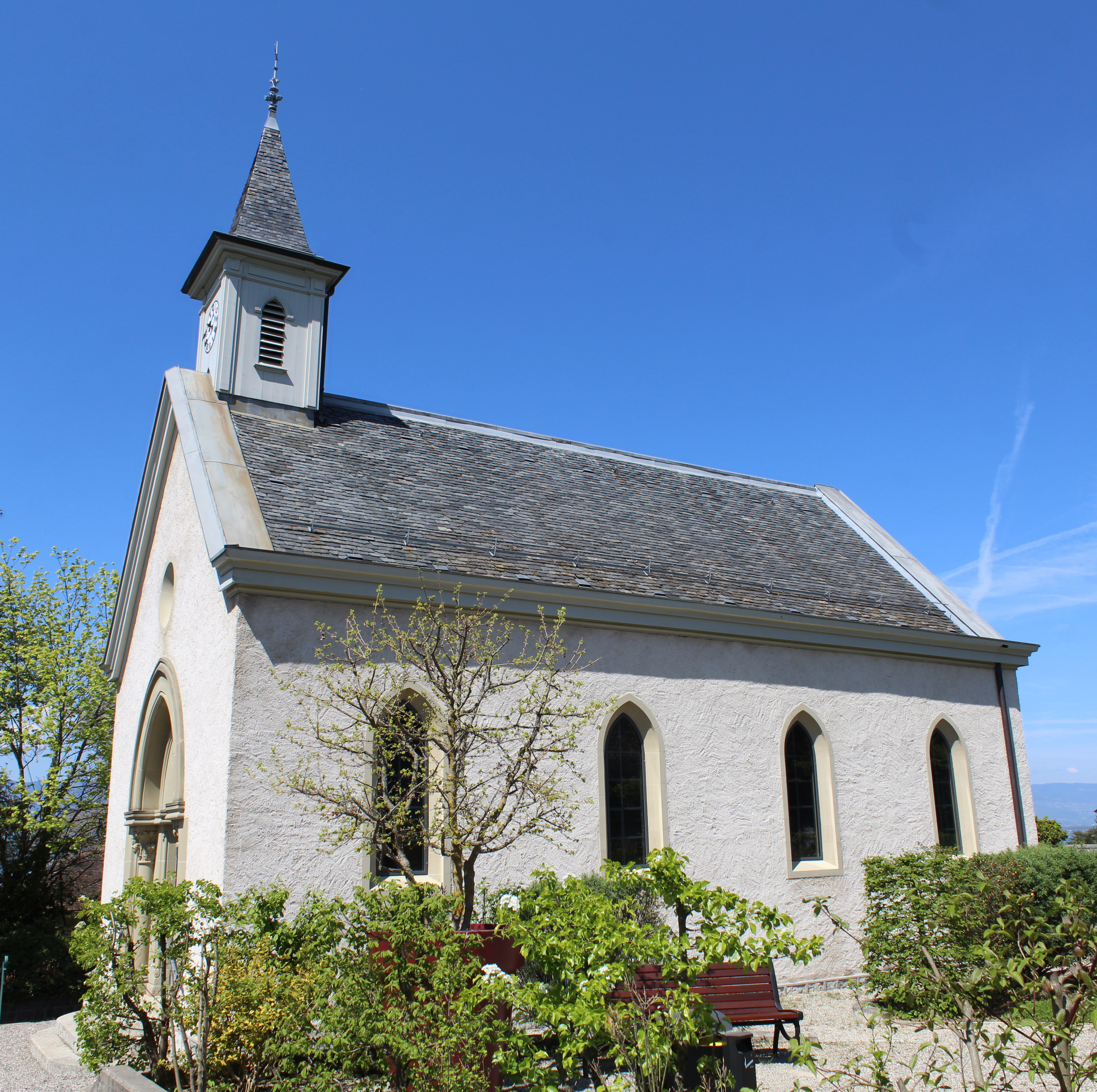
Kaple

Většina obyvatel (k roku 2000) hovoří francouzsky (1578, tj. 77,7 %), druhým nejčastějším jazykem je angličtina (166, tj. 8,2 %) a třetím němčina (94, tj. 4,6 %).

## Doprava
V roce 1902 bylo Anières napojeno na tramvajovou trať Ženeva–Hermance, kterou v roce 1958 nahradila autobusová doprava.
Obec je napojena na síť městské hromadné dopravy v Ženevě autobusovou linkou. Železniční spojení obec nemá.